# Oligembia mini
Oligembia mini is een insectensoort uit de familie Teratembiidae, die tot de orde webspinners (Embioptera) behoort. De soort komt voor in Argentinië.
Oligembia mini is voor het eerst wetenschappelijk beschreven door Szumik in 1991.